# Honda CB750
La Honda CB750 es una motocicleta diseñada por el Ingeniero M. Harada, con motor transversal de 4 cilindros enfriado por aire, fabricada por Honda entre los años 1969–2003 y en 2007. Tenía una posición de manejo vertical o media. Muchas veces se le conoce como la Universal Japanese Motorcycle (UJM) original.
Aunque otros fabricantes habían vendido motocicletas con motor transversal de 4 cilindros DOHC, y esa configuración se había empleado en motocicletas de carreras desde antes de la Segunda Guerra Mundial, Honda popularizó la configuración con la CB750, y subsecuentemente se convirtió en la configuración dominante para motocicletas deportivas y de carreras. La CB750 fue la primera motocicleta de producción en serie con freno de disco y arranque eléctrico.
La CB750 está incluida en el salón de la fama de la AMA de motocicletas clásicas;fue nombrada en el programa de Discovery Channel "Mejores motocicletas de todos los tiempos" ("Greatest Motorbikes Ever;")estaba en la exhibición The Art of the Motorcycle,y está en el National Motor Museum en Reino Unido.La revista Cycle World llamó a la Honda CB750, "la motocicleta de producción más sofisticada de la historia". La Sociedad de Ingenieros Automotrices de Japón, Inc clasifica a la CB750 de 1969 como una de los "240 hitos de la tecnología automotriz japonesa".
La CB750 fue la primera motocicleta en ser llamada  "Superbike." 

## Historia
Honda de Japón introdujo la CB750 a los mercados de Europa y EE. UU. en 1969, después de experimentar gran éxito con sus motocicletas más pequeñas. A finales de la década de 1960 las motocicletas Honda eran las más vendidas a nivel mundial. Había la  C100 Cub step-through que es la motocicleta (y en todo caso el vehículo automotor) más vendido de todos los tiempos. La C71, C72, C77 y CA77/8 Dreams; y la CB72/77 Super Hawks/Sports. Una probada de lo que vendría adelante fue la introducción de la revolucionaria CB450 DOHC de 2 cilindros en 1966. Con ganancias de esas motocicletas se financiaron las exitosas máquinas de carreras de la década de 1960, y las lecciones aprendidas de las carreras fueron aplicadas a la Honda CB750. La CB750 fue pensada para el mercado de los EE. UU. por funcionarios de la Honda, incluido el fundador de la misma Soichiro Honda, que reuniéndose varias veces con distribuidores norteamericanos se dieron cuenta de la apertura del mercado para una moto de mayor cilindrada.

### Primeras carreras
En 1967 el gerente de servicio americano Bob Hansen voló a Japón y discutió con Soichiro Honda la posibilidad de usar tecnología de Fórmula 1 en motocicletas preparadas para competir en eventos motociclísticos en EE. UU.. La AMA, la cual regía las competencias motociclísticas en EE. UU., tenía reglas que permitían correr solo a motos de producción, y las que tenían árbol de levas en la cabeza (OHC) las limitaba a un máximo de 500 cc, mientras que permitía para válvulas laterales (como las de Harley-Davidson) hasta 750 cc. Honda sabía que lo que ganara en las carreras de motos hoy, se vendería bien el día de mañana, y que una moto de capacidad mayor tendría que ser desarrollada par competir con las Harley Davidsons y las Triumphs de 2 cilindros. 
Hansen le dijo a Soichiro Honda que debería construir la "Reina de las motocicletas" ('King of Motorcycles') y la CB750 apareció en el "Show de Tokio" en noviembre de 1968 y fue lanzada al público en GB en la "Exhibición de motocicletas de Inglaterra" ('England motorcycle show') en Centro de exhibición del hotel Metropole en Brighton Inglaterra,  en abril de 1969,  con un lanzamiento previo para la prensa en las oficinas de Honda en Londres, las versiones de preproducción aparecieron con manubrios muy altos y anchos diseñados para el mercado de EE. UU..
El comité para competencias de la AMA reconoció la necesidad de más variaciones para las competencias de motocicletas por lo que cambió las reglas para 1970, al estandarizar los motores a 750 cc sin importar si las válvulas estaban en la cabeza o lateralmente ni limitando el número de cilindros para ese desplazamiento, permitiendo competir a la Triumph and BSA de 3 cilindros 750 cc en lugar de la de 500 cc Triumph Daytona de 2 cilindros.

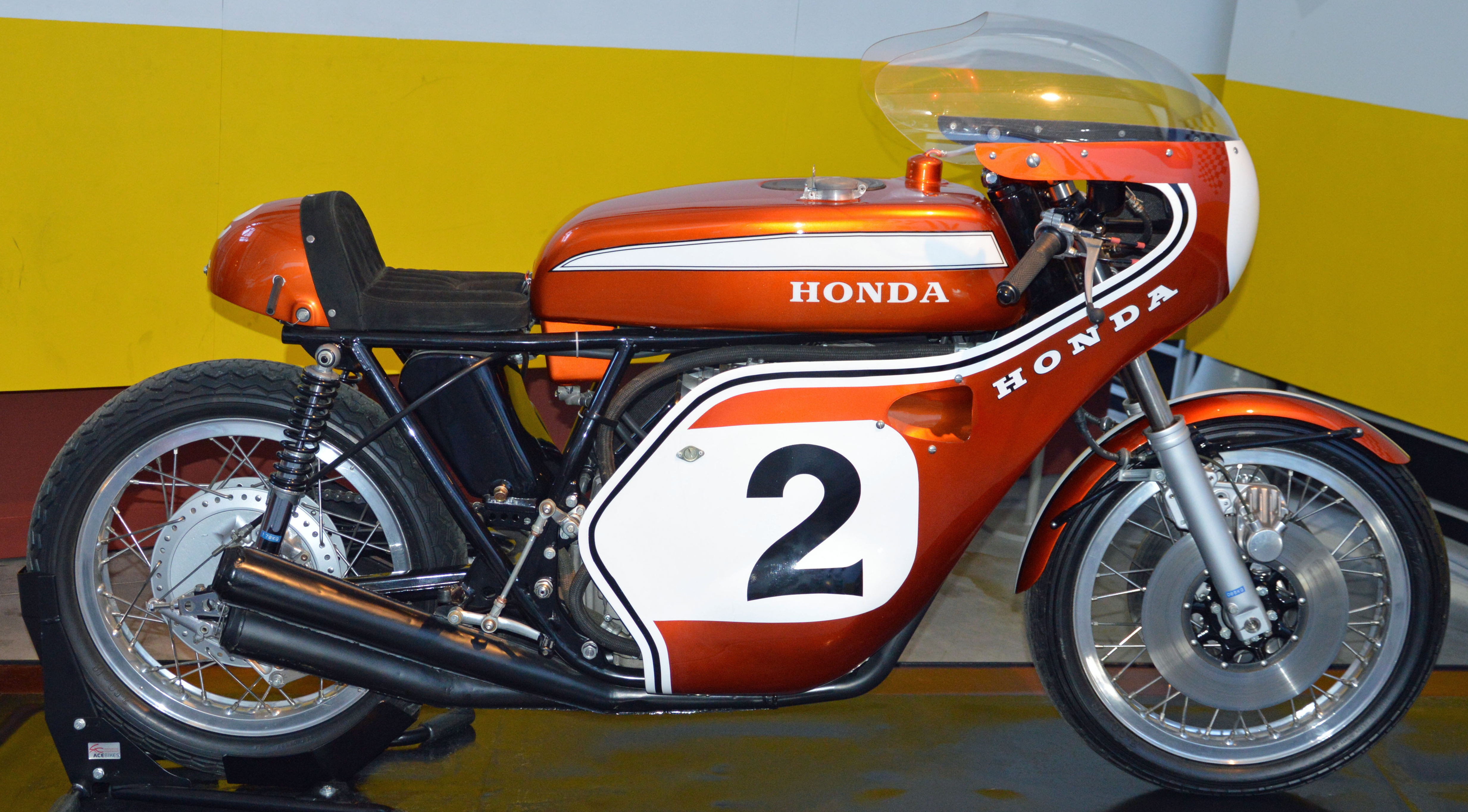
La CR750 ganadora de Daytona de Dick Mann, exhibida en Le Musée Auto Moto Vélo, un museo del transporte localizado en Châtellerault, Francia

La fábrica de Honda respondió produciendo 4 motocicletas (deportivas/trabajo) CR750, una versión de carreras de la motocicleta de producción CB750, 3 de ellas modificadas bajo la supervisión del señor Nakamura y piloteadas por Ralph Bryans, Tommy Robb y Bill Smith, y la cuarta bajo la supervisión de Hansen y asignada al piloto Dick Mann. Las 3 primeras preparadas por Nakamura fallaron en las carreras no logrando premios y la de Mann quedando a segundos de ganar con una motocicleta en falla.
La motocicleta del equipo Hansen/Mann logró una victoria histórica al ganar las 200 millas de Daytona en marzo de 1970 con Dick Mann manejando una CR750 de muy bajas relaciones en la caja de velocidades posteriormente compitieron en junio de 1970 en el TT de isla de Man con 2 Hondas CB750s "oficiales", piloteando el irlandés Tommy Robb  y el inglés John Cooper. Las máquinas compitieron en la clase 750 de fábrica, una categoría para motos de 750 cc de pista y con un número limitado y controlado de modificaciones posibles. Terminaron en octavo y noveno lugares. Cooper fue entrevistado por la revista británica Motorcycle Mechanics, declarando que ambos pilotos estaban muy descontentos con el pobre manejo de las Hondas y que él no volvería a correr "a menos que las motocicletas sufrieran grandes mejoras" (  'unless the bikes have been greatly improved' ).
En 1973, el piloto japonés Morio Sumiya terminó en sexto lugar en las 200 millas de Daytona 200 corriendo una 750 de fábrica.

## Producción y recepción
Bajo desarrollo por un año, la CB750 tenía un motor transversal de 4 cilindros con un árbol de levas en la cabeza (SOHC) y frenos de disco al frente. Ninguna de estas características había estado disponible con anterioridad en una motocicleta de producción, económica. Tener 4 cilindros frenos de disco y un precio introductorio de US$1495.00, le dieron una ventaja competitiva considerable contra la competencia, en especial la competencia británica.
La revista Cycle nombró a la CB750, "La más sofisticada motocicleta de fábrica de todos los tiempos" ("the most sophisticated production bike ever"), al momento de su introducción. La revista Cycle World la llamó una obra maestra, recalcando su durabilidad bajo castigo, su velocidad máxima de 120 mph (193 kilómetros por hora), su frenada continua, su confortable manejo y su excelente tablero de instrumentos.
La CB750 fue la primera motocicleta moderna de 4 cilindros de un fabricante principal, y el término  superbike fue acuñado para describirla. Más cosas que le daban un valor agregado eran que tenía arranque eléctrico, switch de apagado, dos espejos, luces de vuelta, válvulas del motor de fácil mantenimiento y suavidad de manejo aparte de muy poca vibración del motor al andar y en parado. Modelos posteriores a 1991 incluyeron válvulas autoajustables.
Incapaz de surtir la demanda de la nueva moto, Honda limitó la inversión inicial de los moldes y matrices maestros de la CB750 al usar una técnica llamada vaciado con molde permanente en lugar de moldeo a presión, para los motores – por la inseguridad de la recepción de la motocicleta. La motocicleta se mantuvo en producción por 10 años, con una producción total superior a las 400,000 motocicletas.

## Modelos

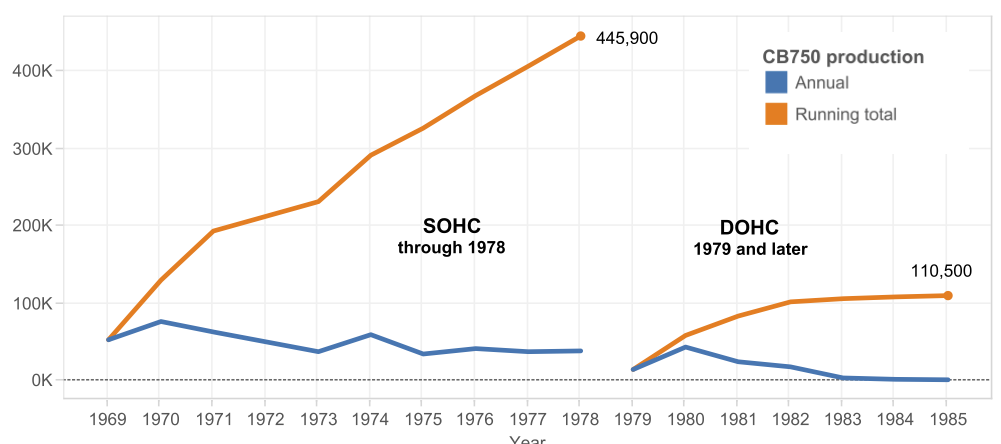
Estadística anual acumulativa de la producción separada por SOHC (hasta 1978) y DOHC (1979 y posteriores)

Nota: Todos los motores de CB750 son enfriados por aire y aceite, al contrario de los enfriados por líquido

### SOHC[25]
- 1968 CB750 (octubre), CB750K o CB750K0 sandcast (lanzamiento en la feria de Tokio. Joya de coleccionista, muy cotizadas. Pueden alcanzar los 148000 dólares en el mercado).
- 1970 CB750K0 (junio)
- 1971 CB750K1 (EE. UU. 1 de marzo)
- 1972 CB750K2 (enero)
- 1973 CB750K3 (solo EE. UU. 1 de febrero).
- 1974 CB750K4 (solo en EE. UU. y Japón, K2 en los demás lugares)
- 1975 CB750K5 (solo EE. UU., K2/K4 en los demás lugares), CB750FO, CB750A (solo Canadá)[26]  La CB750F de 1975 tenía un estilo más normal, gracias en parte al escape de 4 a 1 y asiento estilo cafe racer y fibra de vidrio atrás. Otros cambios incluyeron el uso de freno de disco atrás, y volante y cigüeñal más ligero.
- 1976 CB750K6, CB750F1, CB750A
- 1977 CB750K7, CB750F2, CB750A1
- 1978 CB750K8 (solo EE. UU.), CB750F3, CB750A2

Producción (cantidades redondeadas)
- CB750K0 53,400
- CB750K1 77,000
- CB750K2 63,500
- CB750K3 38,000
- CB750K4 60,000
- CB750K5 35,000
- CB750K6 42,000
- CB750K7 38,000
- CB750K8 39,000
- CB750F  15,000
- CB750F1 44,000
- CB750F2 25,000
- CB750F3 18,400
- CB750A  4,100
- CB750A1 2,300
- CB750A2 1,700[27]

### DOHC
- 1979–1982 CB750K
- 1979 CB750K 10th Anniversary Edition (5,000 producidas para EE. UU.)
- 1979–1982 CB750F
- 1980–1982 CB750C "Custom"
- 1982–1983 CB750SC Nighthawk
- 1984-1985 CB750SC Nighthawk "S" en Canadá
- 1984-1986 CB700SC Nighthawk "S" en EE. UU.
- 1984–1986 CB750SC Nighthawk (Horizon en Japón)
- 1992–1997 CB750F2
- 1991–2003 CB750 Nighthawk
- 2007 CB750 (solo Japón)

### CB750A Hondamatic

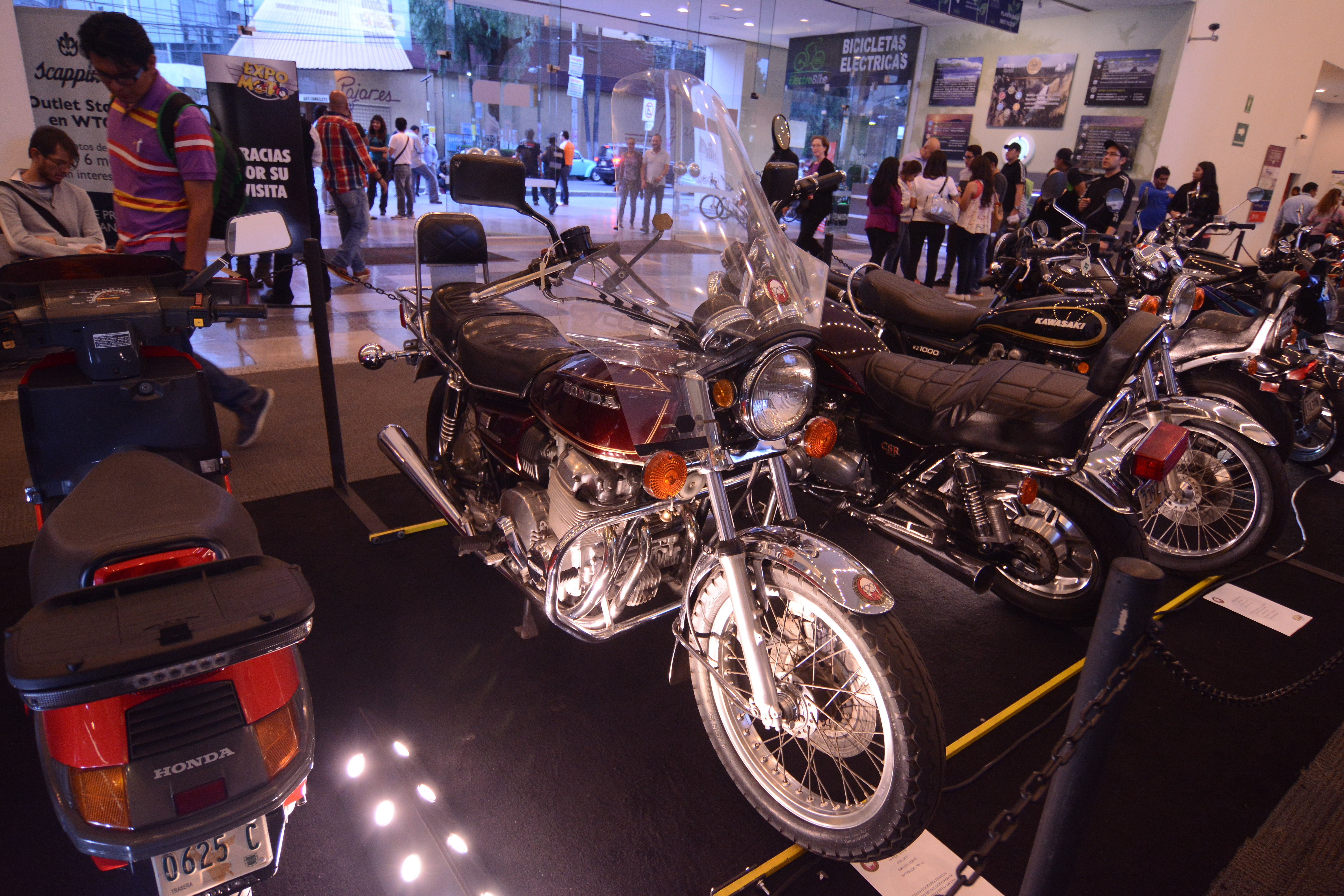
Motocicleta CB750A, (A por transmisión Automática), Hondamatic en Expomoto 2015, en México D.F.

En 1976, la Honda introdujo la CB750A a los EE. UU., con el sufijo A por "automático" para significar transmisión automática. Aunque el convertidor de torque es un elemento típico de una transmisión automática, la caja de transmisión no cambiaba automáticamente de velocidades. Cada velocidad era seleccionada por válvula controlada por el pie de una forma similar al cambio en una transmisión manual. Los controles de selección en el pie mandaban presión de aceite a un plato de embrague, uno por cada velocidad, que se mantenía seleccionado hasta que se cambiaba a la otra velocidad, o se bajaba el caballete, o que desconectaba ambos clutches seleccionando neutral.
La CB750A se vendió solamente para el mercado de EE. UU.. El nombre Hondamatic fue compartido para nombrar también a los automóviles Honda automáticos de la década de 1970, pero las motocicletas "hondamatic" no eran completamente automáticas. El diseño de la transmisión era similar en concepto en el Honda N360, un auto kei vendido en Japón de 1967 a 1972.
La CB750A usa el mismo motor que la CB750, pero con una compresión más baja 7.7:1, y carburadores más pequeños lo que produce una menor potencia (47 HP (35 kilovatios). El mismo aceite es usado para la transmisión y el motor, y el motor tiene cárter húmedo en lugar de cárter seco de los otros modelos. Un seguro previene que la transmisión se salga de neutral en el caso de que la motocicleta esté descansando en el caballete. No tiene tacómetro pero los instrumentos incluyen un medidor de combustible e indicador de velocidad en uso. Para 1977 los engranajes fueron revisados, y el escape par quedar en un escape de 4 a 2 con dos silenciadores, una a cada lado de la motocicleta. Debido a las bajas ventas el modelo fue descontinuado en 1978, aunque posteriormente Honda introdujo motocicletas Hondamáticas más pequeñas (las CB400A, CM400A, y la CM450A).

### Nighthawk 750

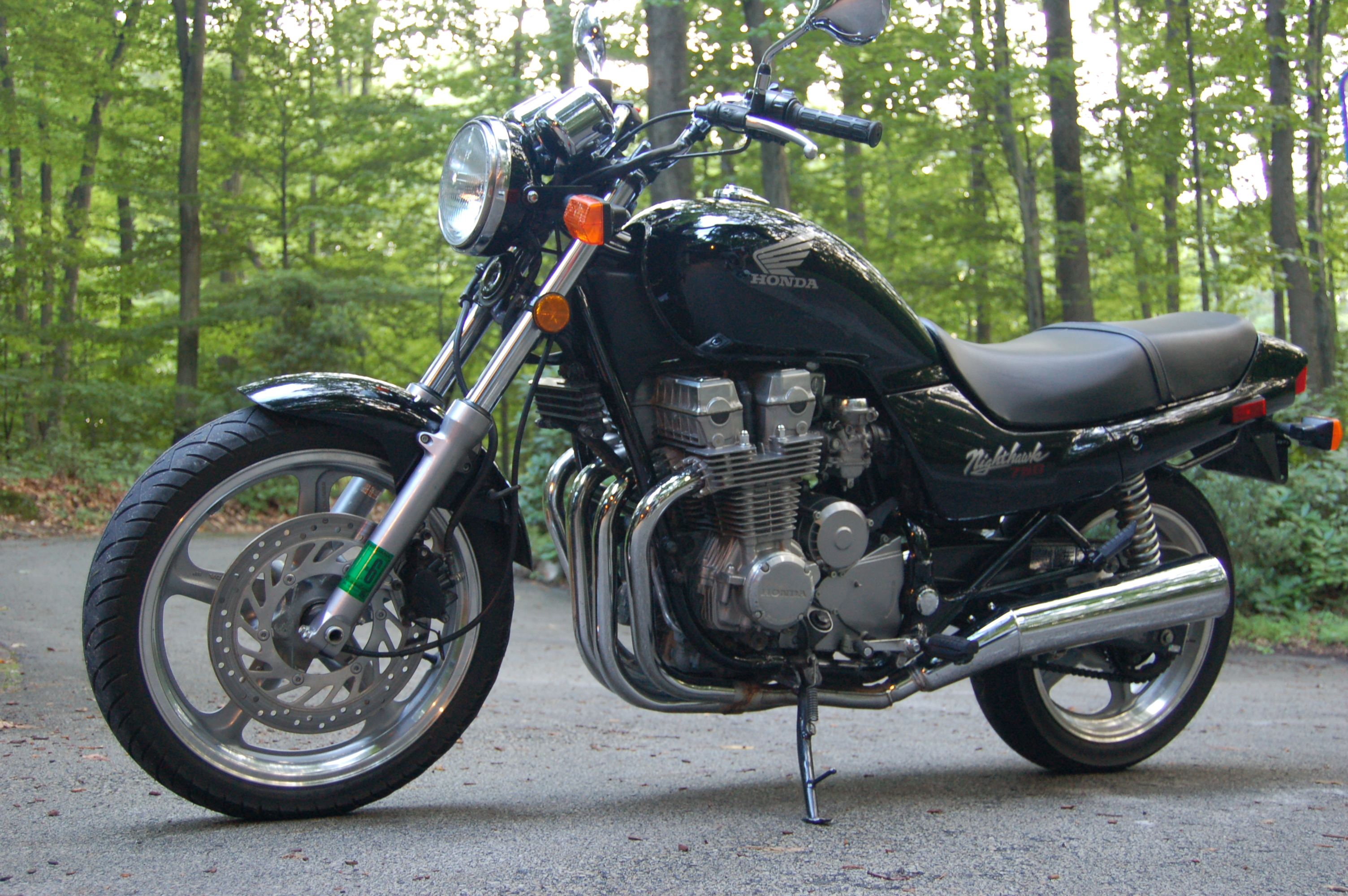
1992 Honda Nighthawk 750

De 1982 hasta el 2003, con la excepción de algunos años, la Honda produjo una CB750 conocida como la Nighthawk 750. Los primeros modelos fueron nombrados CB750SC Nighthawk, mientras que modelos posteriores fueron conocidos solo como Nighthawk 750. La Nighthawk 750SC tenía un motor de 4 tiempos con caja manual de 5 velocidades, transmisión final a cadena, frenos de disco adelante y tambor atrás

### 2007 CB750

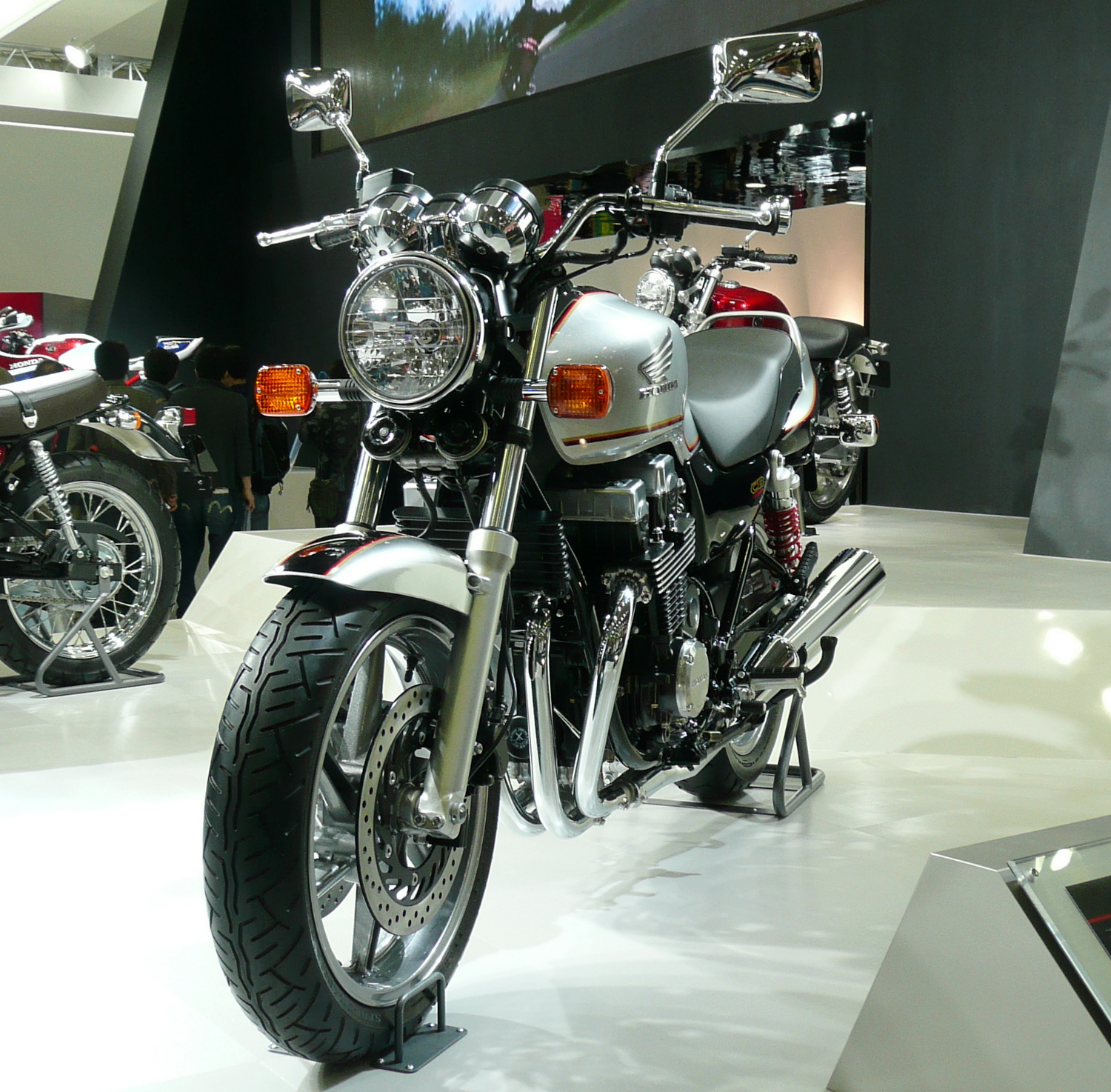
2007 Honda CB750 Special

En 2007 la Honda de Japón anunció la venta de la nueva CB750. muy similar a los modelos vendidos en la década de 1970. Anunciada como la CB750 Special Edition que en los colores plata de la CB50 de carreras de la década de 1970 y la CB750, que fue ofrecida en 3 colores reminiscentes de las CB750s vendidas con anterioridad. Fueron pensadas para venderse solo en Japón.

## Especificaciones
| Modelo                                 | Desplazamiento | Sistema de combustible                            | Cam  | Válvulas por cilindro | Potencia                                         | Par motor                         | Peso                                                            | Drive                                                   |
| -------------------------------------- | -------------- | ------------------------------------------------- | ---- | --------------------- | ------------------------------------------------ | --------------------------------- | --------------------------------------------------------------- | ------------------------------------------------------- |
| 1969 CB750 Four                        | 736 cc         | 4 carburadores                                    | SOHC | 2                     | 67 HP (50 kilovatios) @ 8000 rpm                 | 59.8 N.m (67 lbf.ft) @ 7000 rpm   | 218 kg (481 libras)                                             | 5 velocidades, siempre engranadas, final a cadena       |
| 1976–1978 CB750A                       | 736 cc         | 4 carburadores                                    | SOHC | 2                     | 47 HP (35 kilovatios) @ 7500 rpm                 | 5 kg (11 libras) @ 6000 rpm       | 262 kg (578 libras)                                             | 2 velocidades y convertidor de torque, cadena           |
| 1978 CB750K                            | 748 cc         | 4 carburadores                                    | DOHC | 4                     | 79 HP (59 kilovatios) @ 9000 rpm                 | 5.9 kg.m @ 7000 rpm               | 231 kg (509 libras) Seco                                        | 5 velocidades, Siempre engranadas, final a cadena       |
| 1979–1980 CB750F (RC04)                | 748 cc         | 4 carburadores                                    | DOHC | 4                     | 79 HP (59 kilovatios) @ 9000 rpm                 | 5,9 kg (13,0 libras) @ 8000 rpm   | 228 kg (503 libras) peso seco                                   | 5 velocidades, Siempre engranadas, Final a cadena       |
| 1980–1982 CB750C Custom                | 748 cc         | 4 carburadores                                    | DOHC | 4                     | 79 HP (59 kilovatios) @ 9000 rpm                 | 5.9kg-m @ 7000 rpm                | 236 kg (520 libras) peso seco ~252 kg (556 libras) peso a punto | 5 velocidades, Siempre engranadas, Final a cadena       |
| 1981 CB750F                            | 748 cc         | 4 carburadores                                    | DOHC | 4                     | 79 HP (59 kilovatios)[cita requerida]            |                                   | 536 lb-pie[cita requerida]                                      | Final a cadena                                          |
| 1982–1983 CB750SC (Nighthawk)          | 749 cc         | 4 carburadores                                    | DOHC | 4                     | 65,5 HP (49 kilovatios) @ 9000 rpm               | 45.5 lbf.pie @ 7500 rpm           | 573,5 lb (260,1 kilogramos) a punto                             | 5-velocidades, Final a cadena Ver también Honda CB700SC |
| 1991–1993, 1995–2003 CB750 (Nighthawk) | 747 cc         | 4 Carburadores Keihin de 34 mm de vacío constante | DOHC | 4                     | 75 HP (56 kilovatios) @ 8500 rpm[cita requerida] | 64 N.m @ 7500 rpm[cita requerida] | 463 lb (210 kilogramos)[cita requerida]                         | Final a cadena                                          |
| 2007 CB750                             | 747 cc         | VENAC                                             | DOHC | 4                     | 74 HP (55 kilovatios) @ 8500 rpm                 | 64 N.m @ 7500 rpm                 | 520 lb (235,9 kilogramos)                                       | Cadena                                                  |